# 1042

## Události
- 11. června – Konstantin IX. Monomachos nastupuje na byzantský trůn.

## Narození
- ? – Urban II., papež († 29. července 1099)

## Úmrtí
- 8. června – Hardiknut, král Dánska a Anglie, jediný syn Knuta I. Velikého a Emmy Normandské (* 1018)
- 24. srpna – Michael V., byzantský císař, synovec Michaela IV. a adoptivní syn jeho manželky Zoe (* 1015)

## Hlavy států
- České knížectví – Břetislav I.
- Papež – Benedikt IX.
- Svatá říše římská – Jindřich III. Černý
- Anglické království – Hardiknut / Eduard III. Vyznavač
- Aragonské království – Ramiro I. Aragonský
- Barcelonské hrabství – Ramon Berenguer I. Starý
- Burgundské království – Rudolf III.
- Byzantská říše – Michael V. Kalafates / Zoe a Theodora / Konstantin IX. Monomachos
- Dánské království – Hardiknut / Magnus I. Dobrý
- Francouzské království – Jindřich I.
- Kyjevská Rus – Jaroslav Moudrý
- Kastilské království – Ferdinand I. Veliký
- Leonské království – Ferdinand I. Veliký
- Navarrské království – García V. Sánchez
- Norské království – Magnus I. Dobrý
- Polské knížectví – Kazimír I. Obnovitel
- Skotské království – Macbeth I.
- Švédské království – Jakob Anund
- Uherské království – Samuel Aba